# 黃裳 (正統壬戌進士)
黄裳（1417年—1449年），字元吉，曲江人。一说江西贛州府興國縣人，軍籍。明朝政治人物、進士出身。

## 生平
廣東鄉試第十一名。正統七年（1442年）壬戌科會試第十五名，殿試登進士第二甲第十五名。授監察御史，按兩浙鹽法及蘇常各郡。巡視寧州、紹州、台州三府時，稱疫死三萬人，宜減輕賦稅賑災，后巡視浙江鹽政，宜體恤民情，均報批准。正統十四年（1449年），跟從明英宗北征瓦剌，土木之變中殉難。

## 家族
曾祖父黃原貴。祖父黃仲禮。父亲黃祥。